# Paul Wesley
Paul Thomas Wasilewski, ismertebb nevén Paul Wesley (New Brunswick, New Jersey, 1982. július 23. –) amerikai színész.
Elsősorban a Vámpírnaplók (2009–2017) című tévésorozatból, Stefan Salvatore szerepében ismert. Feltűnt a Fallen – Letaszítva (2007), a Katonafeleségek (2008–2009), a Mondj egy mesét (2018–2020) és 2022-től a Star Trek: Különös új világok című sorozatokban is.

## Gyermekkora
A New Jersey állami New Brunswickben született a lengyel Agnieszka és Thomas Wasilewski gyermekeként. A New Jersey állami Marlboróban nőtt fel. Van egy nővére, Monika, és két húga, Julia és Leah. Az angolon kívül beszél lengyelül is. 16 éves koráig minden évben Lengyelországban töltött négy hónapot.
A Christian Brothers Academy-ra járt a New Jersey állami Lincroftban, és középiskolai évei közül néhányat a Marlboro High Schoolban  töltött. A középiskolai harmadik évében szerepelt a Guiding Light című szappanoperában Max Nickersont formálta meg. A Marlboro High Schoolból átiratkozott a Lakewood Prep Schoolba, mely a New Jersey állami Howellben volt. Ennek az oka az volt, hogy az új iskolája képes volt alkalmazkodni a színészkedési programjaihoz. Ott 2000-ben érettségizett, majd egy félévig a Rutgers University-n tanult. A szülei támogatásával hagyta ott az egyetemet, amikor több szerepet ajánlottak fel neki, és rájött, hogy a színészettel is tud karriert építeni.

## Pályafutása

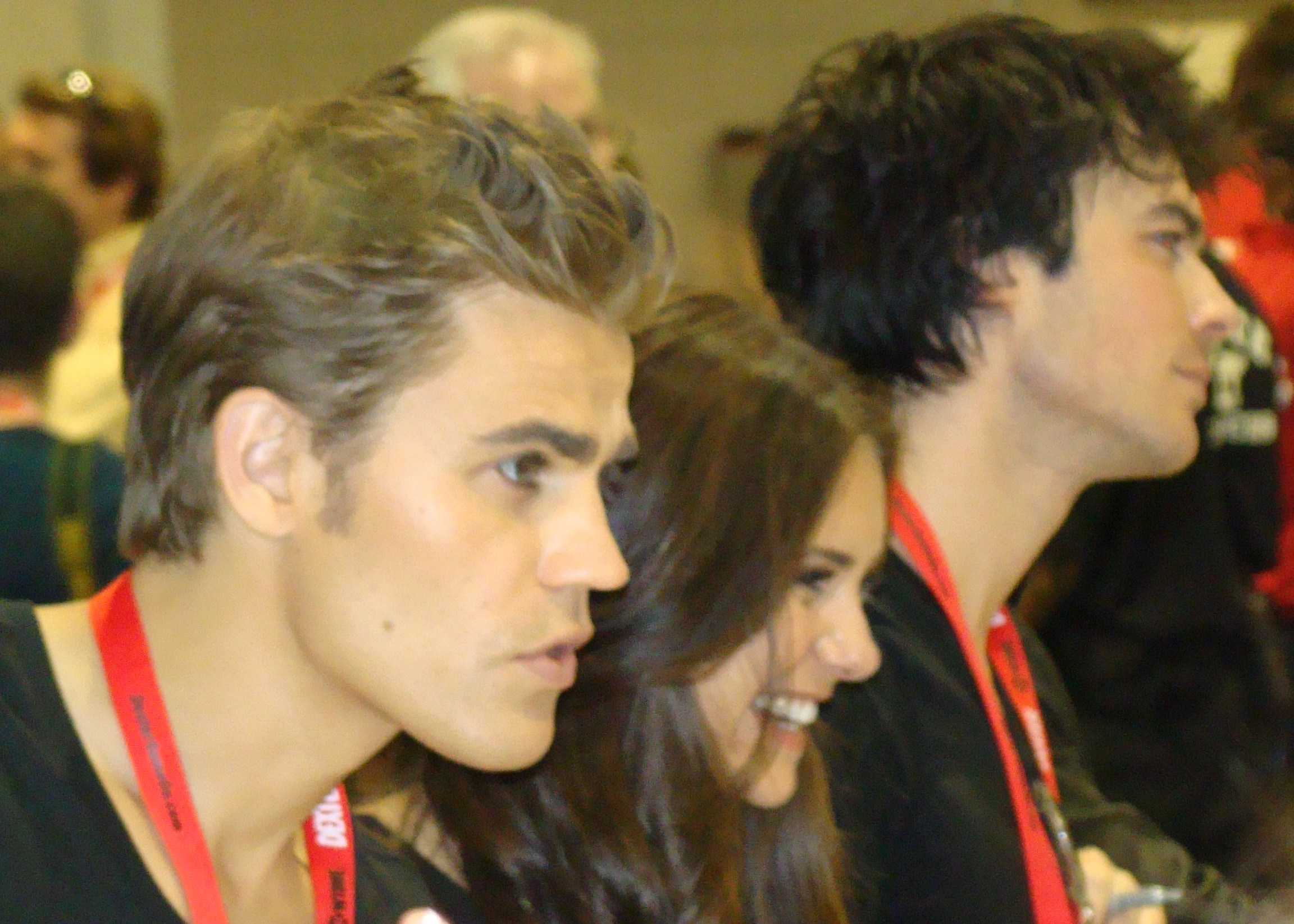
Paul Wesley, Nina Dobrev és Ian Somerhalder

2005-ben kezdett Paul Wesley néven színészkedni. Amikor megkérdezték tőle, hogy miért változtatta meg a nevét, így nyilatkozott: „a születési nevemet túl nehéz kiejteni! A családom beleegyezését kértem, hogy megváltoztathassam, és tényleg segítette a karrieremet."
Szerepelt olyan sorozatokban, mint a 24, a Pimaszok, avagy kamaszba nem üt a mennykő, az American Dreams, a Katonafeleségek, a Cane, az Everwood, a Vezérlő fény, a Smallville, A narancsvidék és a Wolf Lake. Szintén szerepelt Amber Tamblyn mellett a The Russell Girl című filmben, és a Fallen – Letaszítva című minisorozatban főszerepet játszott.
2009 és 2017 között a Vámpírnaplók című sorozatban Stefan Salvatore vámpírt formálta meg. A sorozat 2009 szeptemberében kezdődött a The CW filmcsatornán. 2012-ben szerepelt a The Baytown Disco című filmben.

## Magánélete
Wesley szívesen jégkorongozik és snowboardozik. Érdekli a rendezés és az írás is. Wesley 2011. április 17-én feleségül vette Torrey DeVitto színésznőt. 2013 júliusában bejelentették, hogy elválnak, a válást decemberben mondták ki.  2013 szeptemberétől  Phoebe Tonkin színésznővel randevúzott, de azóta a kapcsolat véget ért.

## Filmográfia

### Film
| Év   | Magyar cím          | Eredeti cím                  | Szerep                           | Magyar hang     |
| ---- | ------------------- | ---------------------------- | -------------------------------- | --------------- |
| 2002 | Különvélemény       | Minority Report              | Nathan (stáblistán nem szerepel) |                 |
| 2004 |                     | The Last Run                 | Seth                             |                 |
| 2005 | Kavaró korisok      | Roll Bounce                  | Troy                             |                 |
| 2006 | Mell-bedobás        | Cloud 9                      | Jackson Fargo                    | Szabó Máté      |
| 2006 | A békés harcos útja | Peaceful Warrior             | Trevor                           | Pálmai Szabolcs |
| 2006 |                     | Lenexa, 1 Mile               | Rick Lausier                     |                 |
| 2008 |                     | Killer Movie                 | Jake Tanner                      |                 |
| 2009 |                     | Elsewhere                    | Billy                            |                 |
| 2010 | A delfin nyomában   | Beneath the Blue             | Craig Morrison                   | Szabó Máté      |
| 2012 | Számkivetettek      | The Baytown Outlaws          | Anthony Reese                    | Stern Dániel    |
| 2014 |                     | Amira & Sam                  | Charlie                          |                 |
| 2014 |                     | Before I Disappear           | Gideon                           |                 |
| 2016 |                     | The Late Bloomer             | Charlie                          |                 |
| 2016 |                     | Mothers and Daughters        | Kevin                            |                 |
| 2021 |                     | Killer Movie: Director's Cut | Jake Tanner                      |                 |

### Televízió
| Év        | Magyar cím                                | Eredeti cím                       | Szerep                                         | Megjegyzések                                    |
| --------- | ----------------------------------------- | --------------------------------- | ---------------------------------------------- | ----------------------------------------------- |
| 1999      |                                           | Another World                     | Sean McKinnon                                  | 1 epizód                                        |
| 1999–2001 | Vezérlő fény                              | Guiding Light                     | Max Nickerson                                  | 6 epizód                                        |
| 2000–2005 | Esküdt ellenségek: Különleges ügyosztály  | Law & Order: Special Victims Unit | Danny Burrell / Luke Breslin                   | 2 epizód                                        |
| 2001      | Szívszakító                               | Shot in the Heart                 | Gary (15-22 évesen)                            | tévéfilm                                        |
| 2001–2002 |                                           | Wolf Lake                         | Luke Cates                                     | 10 epizód                                       |
| 2002      |                                           | Young Arthur                      | Lancelot                                       | tévéfilm                                        |
| 2002      |                                           | The Education of Max Bickford     | Craig                                          | 1 epizód                                        |
| 2002      | Esküdt ellenségek: Bűnös szándék          | Law & Order: Criminal Intent      | Luke Miller                                    | 1 epizód                                        |
| 2002–2005 |                                           | American Dreams                   | Tommy DeFelice                                 | 11 epizód                                       |
| 2003      |                                           | The Edge                          | önmaga                                         | tévéfilm                                        |
| 2003      | Smallville                                | Smallville                        | Lucas Luthor                                   | 1 epizód                                        |
| 2003      | A narancsvidék                            | The O.C.                          | Donnie                                         | 1 epizód                                        |
| 2003–2004 | Pimaszok, avagy kamaszba nem üt a mennykő | 8 Simple Rules                    | Damian                                         | 2 epizód                                        |
| 2003–2004 | Everwood                                  | Everwood                          | Tommy Callahan                                 | 9 epizód                                        |
| 2004      | CSI: Miami helyszínelők                   | CSI: Miami                        | Jack Warner Bradford                           | 1 epizód                                        |
| 2005      | CSI: New York-i helyszínelők              | CSI: NY                           | Steve Samprass                                 | 1 epizód                                        |
| 2006      | Bostoni halottkémek                       | Crossing Jordan                   | Quentin Baker                                  | 1 epizód                                        |
| 2007      | Fallen – Letaszítva                       | Fallen                            | Aaron Corbett                                  | minisorozat                                     |
| 2007      | A cukorbáró                               | Cane                              | Nick                                           | 3 epizód                                        |
| 2007      | Shark – Törvényszéki ragadozó             | Shark                             | Justin Bishop                                  | 1 epizód                                        |
| 2008      | Russell lány                              | The Russell Girl                  | Evan Carroll                                   | tévéfilm                                        |
| 2008      | Döglött akták                             | Cold Case                         | Petey Murphy (2008)                            | 1 epizód                                        |
| 2008–2009 | Katonafeleségek                           | Army Wives                        | Logan Atwater                                  | visszatérő szereplő (5 epizód)                  |
| 2009–2010 | 24                                        | 24                                | Stephen                                        | 4 epizód                                        |
| 2009–2017 | Vámpírnaplók                              | The Vampire Diaries               | Stefan Salvatore / Silas / Tom Avery / Ambrose | főszereplő Salvatore magyar hangja: Varga Gábor |
| 2018–2020 | Mondj egy mesét                           | Tell Me a Story                   | Eddie Longo / Tucker Reed                      | főszereplő                                      |
| 2022      |                                           | Flowers in the Attic: The Origin  | John Amos                                      | minisorozat                                     |
| 2022–     | Star Trek: Különös új világok             | Star Trek: Strange New Worlds     | James T. Kirk                                  | visszatérő szereplő                             |